# 萧子明
蕭子明（479年—495年8月1日），字云光，齊武帝蕭赜第十子。

## 母
蔡婕妤，齊武帝的妃嫔，齐高帝建元元年（479年），生蕭子明，齊武帝即位后，被封为婕妤。

## 生平
永明元年正月壬戌（483年2月5日），封武昌王。永明三年（485年），武昌国的国玺丢失，改封西阳王。永明六年十一月庚申（489年1月2日），出任持节、都督南兖、兖、青、徐、冀五州军事、冠军将军、南兖州刺史。永明八年（490年），进号征虏将军。永明十年（492年），进号左将军，改任督会稽、永嘉、东阳、临海、新安五郡军事、会稽太守。永明十一年（493年），进号平东将军。
隆昌元年（494年），改任右将军、中书令。延兴元年（494年），改任侍中，领骁骑将军，右将军如故。建武元年（494年），改任抚军将军，领兵置佐。
建武二年六月壬戌（495年8月1日），蕭子明被齐明帝萧鸞所杀，时年十七岁。

## 屬官

### 府佐
冠軍府（488年－490年）
- 沈憲，西陽王冠軍長史，行府事[1]
- 曹虎，西陽王冠軍司馬[2]
- 張沖，西陽王冠軍司馬[3]

征虜府（490年－492年）
- 沈憲，西陽王征虜長史，行府事
- 王諶，西陽王征虜長史，行府事[4]
- 陸慧曉，西陽王征虜長史，行府事[5]
- 蕭惠朗，西陽王征虜長史[5]

左軍府（492年－493年）
- 陸慧曉，西陽王左軍長史[5]
- 劉靈哲，西陽王左軍司馬[6]

平東府（493年－494年）
右軍府（494年）
撫軍府（494年－495年）
- 蔡约，抚军长史

### 國官
西陽王國（485年－495年）
- 徐勉，西陽王國侍郎[7]

## 延伸阅读
[在维基数据编辑]
 《南齊書·卷40》，出自萧子显《南齊書》